# Saison 2002-2003 du Paris Saint-Germain
Maillots
Chronologie
Saison précédente Saison suivante
La saison  2002-2003 du Paris Saint-Germain est la vingt-neuvième saison consécutive du club de la capitale en première division.

## Avant-saison
Le Paris Saint Germain, quatrième la saison passée, a échoué à un point de la qualification en Ligue des champions. S'il a réussi à retenir sa star Ronaldinho, qui vient de remporter la Coupe du monde avec le Brésil, il doit faire face au départ de Arteta et à la fin de contrat de Okocha. L'entraîneur Luis Fernandez et le président Laurent Perpère restent en poste.
| Nom                | Nationalité      | Transfert                        | Provenance/Destination | Division            |
| ------------------ | ---------------- | -------------------------------- | ---------------------- | ------------------- |
| Arrivées           |                  |                                  |                        |                     |
| Alioune Touré      | France           | Transfert                        | Manchester City        | First Division (D2) |
| Alex Nyarko        | Ghana Suisse     | Prêt                             | Everton FC             | Premier League      |
| Nicolas Anelka     | France           | Fin du prêt                      | Liverpool FC           | Premier League      |
| Selim Benachour    | Tunisie          | Fin du prêt                      | FC Martigues           | Ligue 2             |
| Filipe Teixeira    | Portugal         | Transfert (1 million d'euros)    | FC Istres OP           | Ligue 2             |
| André Luiz Moreira | Brésil           | Transfert (7,5 millions d'euros) | CD Tenerife            | Segunda Division    |
| Martín Cardetti    | Argentine Italie | ?                                | River Plate            | Primera división    |
| Romain Rocchi      | France           | Premier contrat professionnel    | Paris Saint-Germain B  | CFA                 |
| Lorik Cana         | Albanie          | Premier contrat professionnel    | Paris Saint-Germain B  | CFA                 |
| Départs            |                  |                                  |                        |                     |
| Jay-Jay Okocha     | Nigeria Turquie  | Fin de contrat                   | Bolton Wanderers       | Premier League      |
| Bernard Mendy      | France Sénégal   | Prêt                             | Bolton Wanderers       | Premier League      |
| Mikel Arteta       | Espagne          | Retour de prêt                   | FC Barcelone           | Liga BBVA           |
| Alex Dias          | Brésil           | Retour de prêt                   | AS Saint-Étienne       | Ligue 2             |
| Nicolas Anelka     | France           | Transfert (20 millions d'euros)  | Manchester City        | Premier League      |
| Édouard Cissé      | France           | Prêt                             | West Ham United        | Premier League      |

| Nom               | Nationalité  | Transfert           | Provenance/Destination | Division       |
| ----------------- | ------------ | ------------------- | ---------------------- | -------------- |
| Arrivées          |              |                     |                        |                |
| Stéphane Pédron   | France       | Prêt                | RC Lens                | Ligue 1        |
| Départs           |              |                     |                        |                |
| Selim Benachour   | Tunisie      | Prêt                | ESTAC Troyes           | Ligue 1        |
| Laurent Leroy     | France       | Prêt                | ESTAC Troyes           | Ligue 1        |
| Talal El Karkouri | Maroc        | Prêt                | Sunderland AFC         | Premier League |
| Alex Nyarko       | Ghana Suisse | Résiliation du prêt | Everton FC             | Premier League |

## Déroulement de la saison
Malgré la présence de Ronaldinho, l'équipe réalise une saison décevante. Assise dans une formation défensive, à cinq défenseurs, elle réussit pourtant son début de saison. L'attaquant Martín Cardetti semble confirmer les espoirs placés en lui. Paris bat notamment l'Olympique de Marseille fin octobre au Parc des Princes (3-0), grâce à un doublé de Ronaldinho, qui offre la première place du championnat au club parisien.
Après cet exploit, le mois de novembre marque une nouvelle période de « crise » : l'équipe concède quatre défaites en championnat, tandis que des problèmes relationnels entre l'entraîneur Luis Fernandez et Ronaldinho sont publiés par la presse. Le président Perpère affirme dans la presse son soutien au joueur, avant que l'actionnaire, Canal+, n'annonce le maintien de l'entraîneur jusqu'à la fin de la saison. Malgré une victoire de prestige face à l'Olympique lyonnais, alors en tête du championnat, la fin de la phase aller confirme les problèmes sportifs du club, éliminé de la Coupe de la Ligue puis de la Coupe UEFA (d'après la règle des buts marqués à l'extérieur). Ronaldinho rate deux pénaltys, Fabrice Fiorèse est suspendu trois matchs pour simulation par le conseil national de l’éthique (qui signe là sa première sanction), et les blessures se multiplient parmi les joueurs. À Noël, après 20 journées, le club est tombé à la neuvième place, à huit points du premier. Cette saison le champion du monde 2002 Ronaldinho a été nommé capitaine du Paris Saint Germain 13 fois le brésilien auteur d’un comportement irréprochable .  

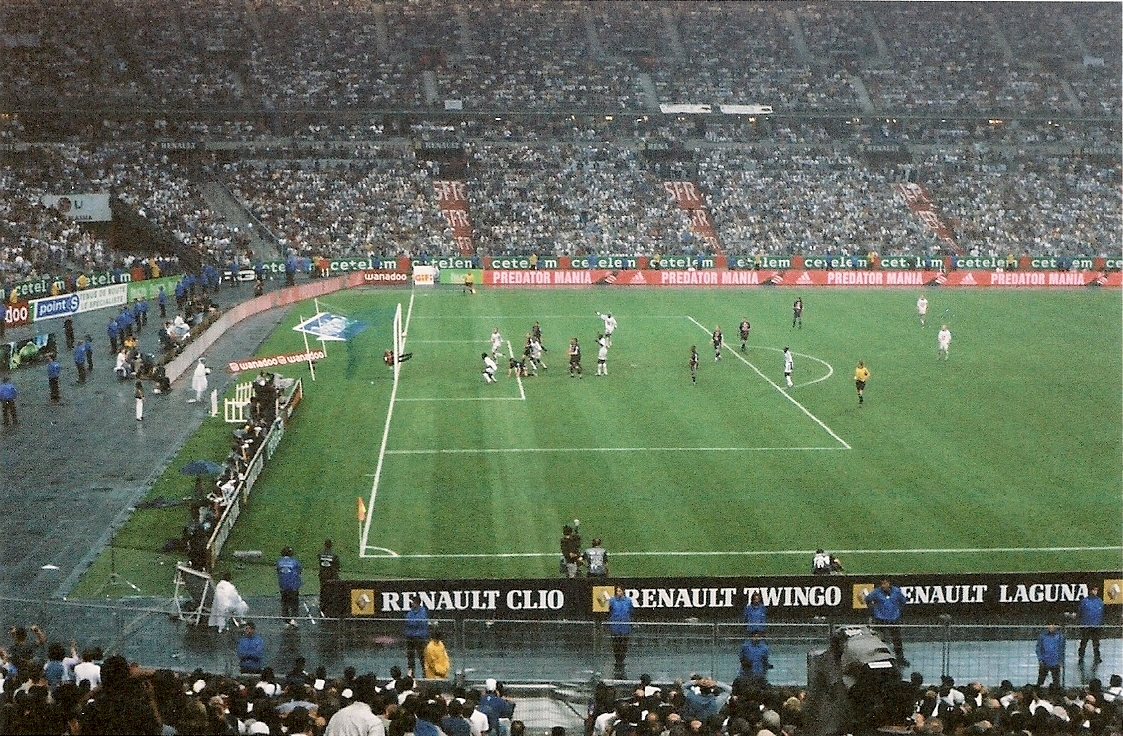
But auxerrois en finale de la Coupe de France.

Le mois de janvier voit les résultats s'améliorer. Ronaldinho, rentré en retard de la pause de Noël, joue moins mais est de nouveau décisif lors d'une victoire face à Marseille, en Coupe de France cette fois. Alex Nyarko, recrue vedette du début de saison (en prêt), quitte le club en février, en ne cachant pas sa lassitude du football. Les résultats suivants sont meilleurs mais restent irréguliers. Paris perd trois matchs de suite en championnat, dont un particulièrement cruel à Guingamp où le PSG menait pourtant 2 buts à 0 grâce à Ronaldinho, auteur d'une passe aveugle et du plus beau but de la saison en championnat de France. Les supporteurs appellent à la grève des chants. Menés 2-0 à domicile par Troyes, les Parisiens retournent la situation et s'imposent. Puis ils vont battre pour la 3e fois l'OM, au Vélodrome cette fois-ci, en réalisant une grande performance (3-0). Fernandez annoncera dans la foulée son départ en fin de saison.
Malgré de bons résultats en mars, la qualification européenne par le championnat n'est plus envisageable, et la Coupe de France devient l'objectif du club. Les matchs de championnat servent pratiquement de matchs d'entraînement. Les relations entre Ronaldinho et Luis Fernandez restent tendues. Après des victoires logiques à Laval et Martigues en Coupe, Paris élimine Bordeaux en demi-finale grâce à un doublé du Brésilien. Le championnat se termine sur une piètre 11e place après une 12e défaite à Auxerre. La semaine suivante, Parisiens et Auxerrois se retrouvent pour la finale de la Coupe de France au Stade de France. Les Parisiens mènent 1-0 mais sont réduits à dix à l'heure de jeu à la suite de l'expulsion d'Hugo Leal, le buteur. Malgré plusieurs occasions, ils encaissent deux buts en fin de match et laissent échapper le trophée.

## Parcours européen
En Coupe UEFA, Paris s'incline dès les seizièmes de finale face aux Portugais du Boavista FC.
|     | Tour               | Club              | Aller | Total | Retour | Club           |     |
| --- | ------------------ | ----------------- | ----- | ----- | ------ | -------------- | --- |
| 99  | Premier tour       | Újpest Budapest   | 0-1   | 0-4   | 0-3    | Paris SG       | 100 |
| 101 | Deuxième tour      | National Bucarest | 0-2   | 0-3   | 0-1    | Paris SG       | 102 |
| 103 | Seizième de finale | Paris SG          | 2-1   | 2-2E  | 0-1    | Boavista Porto | 104 |

## Joueurs et encadrement technique

### Statistiques collectives
| Compétition       | Débute au tour | Termine             | Matches joués | Gagnés | Nuls | Perdus | Buts pour | Buts contre | Différence |
| ----------------- | -------------- | ------------------- | ------------- | ------ | ---- | ------ | --------- | ----------- | ---------- |
| Ligue 1           | -              | 11e                 | 38            | 14     | 12   | 12     | 47        | 36          | +11        |
| Coupe de France   | 1/32 de finale | Finaliste           | 6             | 5      | 0    | 1      | 8         | 3           | +5         |
| Coupe de la Ligue | 1/16 de finale | 1/16 de finale      | 1             | 0      | 0    | 1      | 2         | 3           | -1         |
| Coupe UEFA        | Premier tour   | Seizièmes de finale | 6             | 5      | 0    | 1      | 9         | 2           | +7         |
| Total             | -              | -                   | 51            | 24     | 12   | 15     | 66        | 44          | +22        |